# Kyathanabeedu, Chikmagalur
Kyathanabeedu là một làng thuộc tehsil Chikmagalur, huyện Chikmagalur, bang Karnataka, Ấn Độ.